# Club Bàsquet Castellar
El Club Bàsquet Castellar, és el club de bàsquet de la ciutat de Castellar del Vallès. Fundat el 1957, juga els seus partits al pavelló Puigverd.

## Fundació
L'any 1957 un grup de joves del Centre Parroquial de Castellar del Vallès, que formaven part d'una secció de teatre de la parròquia, varen iniciar la pràctica del bàsquet. Durant l'assaig d'una obra, els actors que no intervenien improvisaren una cistella i feren uns quants tirs.
De forma immediata s'hi afegí en Josep Ma. Castells que resultà ser un dels principals impulsors i qui contactaria amb l'Antoni Corominas perquè fos president d'aquest nou club amb la col·laboració del mossèn de la parròquia. Fou el 23 de febrer de 1957 quan es va acordar la fundació del Centre Parroquial Castellar, secció Bàsquet i el 23 de juny del mateix any es va disputar el primer partit a la Pista del centre on l'equip jugaria fins a la temporada 1971-72. Els primers campionats es disputaren a l'organització OAR i vist el bon nivell de joc i l'acceptació de la població a començament dels anys 60 s'ingressa a la Federació catalana de basquetbol.

## Anys 60

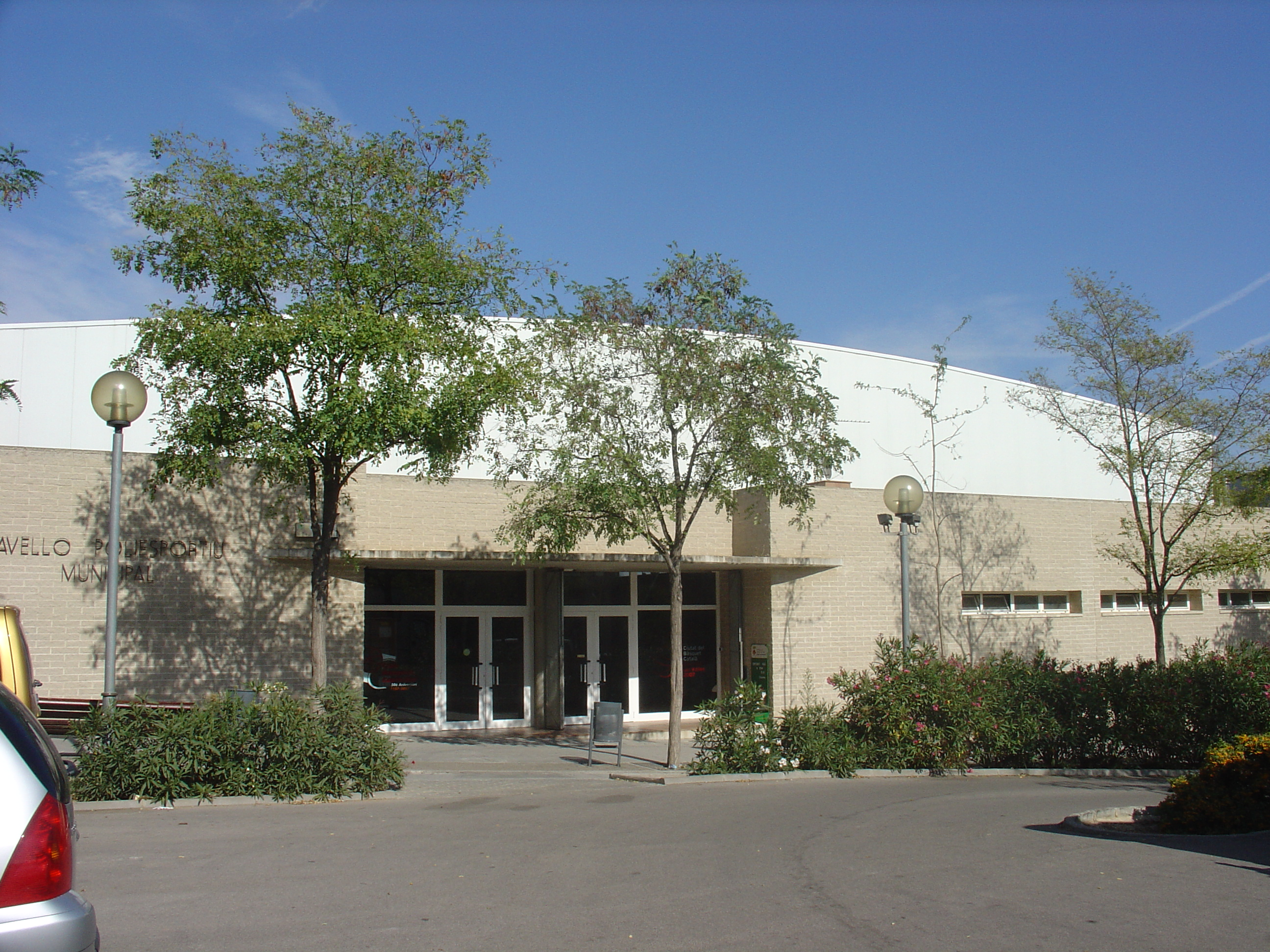
El pavelló Puigverd és on el CB Castellar juga els seus partits

El començament d'aquesta dècada fou dura per l'equip. Motius econòmics obligaren el CB Castellar a deixar la Federació catalana i tornar als tornejos OAR fins que l'any 1963 retornà definitivament a la Federació catalana. La temporada 1964-65 es va viure el primer gran èxit de l'entitat, l'ascens a la segona divisió nacional espanyola, coneguda com a Trofeu Gonzalo Aguirre, i també es creà el primer equip mini, que seria la premonició de la vocació del club pel treball amb la pedrera. Aquesta dècada dels seixanta s'ha de considerar com un període d'assentament esportiu i d'arrelament social. El 1967 es va presentar el primer equip sènior femení i a poc a poc la consolidació de l'entitat va agafar un empremta important, amb partits internacionals (França, Itàlia, Mònaco) i l'organització de tornejos locals com el Airesol (1969-1978).

## Anys 70
L'any 1972, el club celebrà el seu XV aniversari, arribant a un acord amb l'ajuntament de la ciutat per passar a jugar a la Pista poliesportiva municipal. El 1975, mentre es remodelava el pavelló municipal, el primer equip va jugar primer a Sabadell, i més tard al poliesportiu municipal de Mollet. L'any següent s'inaugurà el Pavelló Joaquim Blume, una vella aspiració de l'entitat, i per primera vegada el club disposava d'una pista coberta.
L'any 1974 es crea el torneig Vila de Castellar que encara se celebra en l'actualitat, i que ha comptat amb la participació d'equips capdavanters com ho demostra que el guanyador de les tres primeres edicions fou la secció de bàsquet del Futbol Club Barcelona. La temporada 1974-75 es produí un altre èxit esportiu per l'entitat, la consecució del campionat d'Espanya de tercera divisió, la qual cosa va permetre que en les dues temporades següents es jugués a la segona divisió espanyola, que en aquells moments era la segona màxima categoria del bàsquet a nivell espanyol. Van ser un anys
 d'esplendor, de grans formacions i de gran arrelament amb la població, que vibrava amb les accions de jugadors com Earl Beechum o Albí Grant.
El 1978 s'instituí el Memorial Parcerissa que se segueix celebrant en l'actualitat, en memòria de Josep Parcerissa Batet, fill d'Antoni Parcerissa qui fou president de l'entitat.

## Anys 80

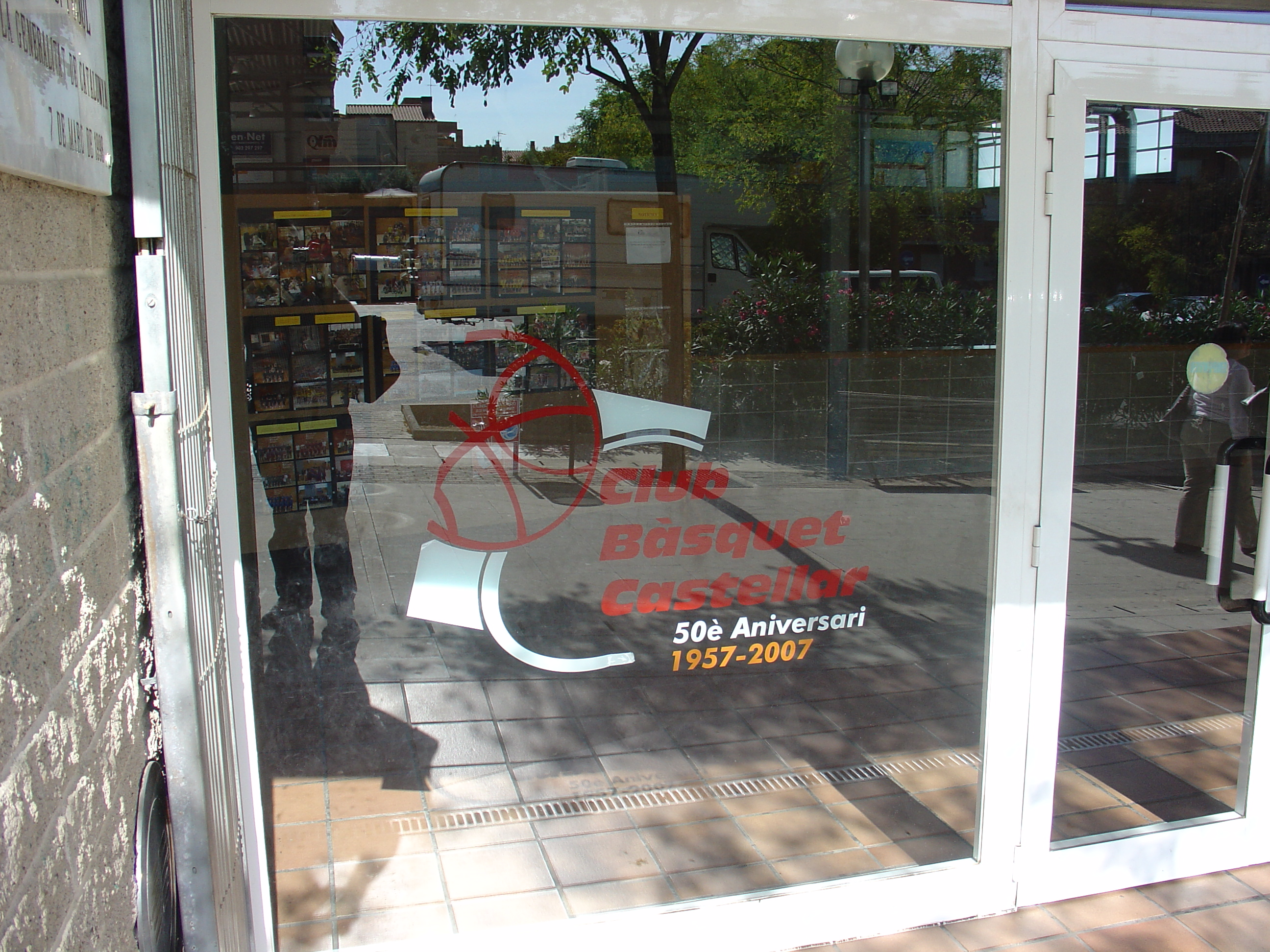
Entrada del Pavelló Puigverd, amb el logo del 50è aniversari del club

Els anys 80 són anys de dificultats econòmiques i esportives. Tot i això, començà al CB Castellar un projecte molt important de treball amb la pedrera, i en especial, amb el bàsquet femení amb el naixement del CB Immaculada el qual amb pocs anys va poder formar un equip sènior.
L'equip sènior masculí passava dificultats i després d'uns anys magnífics es jugà a cavall entre la 2a i 1a catalana, fins que finalment, la temporada 1988-89 es va aconseguir un nou ascens a 2a nacional, fruit, sens dubte, del continuat, rigorós i pacient treball de l'escola de bàsquet.

## Anys 90
La bona trajectòria del CB Immaculada, que la temporada 1991-92 tenia ja un equip sènior a 1a catalana, va propiciar es produís la fusió amb el fins aleshores CP Castellar. D'aquesta manera neix el club tal com es coneix en l'actualitat, el CB Castellar. Concretament, la fusió es produïa el 23 de maig de 1997. El 7 de març de 1998, l'alcalde de Castellar del Vallès, Lluís Maria Corominas i el president de la Generalitat de Catalunya, Jordi Pujol, inauguren el Pavelló de Puigverd. El pavelló fou una important innovació pel poble, ja que per primera vegada hi havia un pavelló on l'activitat principal era el bàsquet.
El maig de 1999 s'organitzà la festa de l'escola de bàsquet castellarenc, anomenada Memorial Joan Rocavert, que amb els anys s'ha convertit en un referent a tota Catalunya. La nova entitat es consolida i és un referent a la població i en tot l'àmbit del bàsquet català.

## Anys 2000

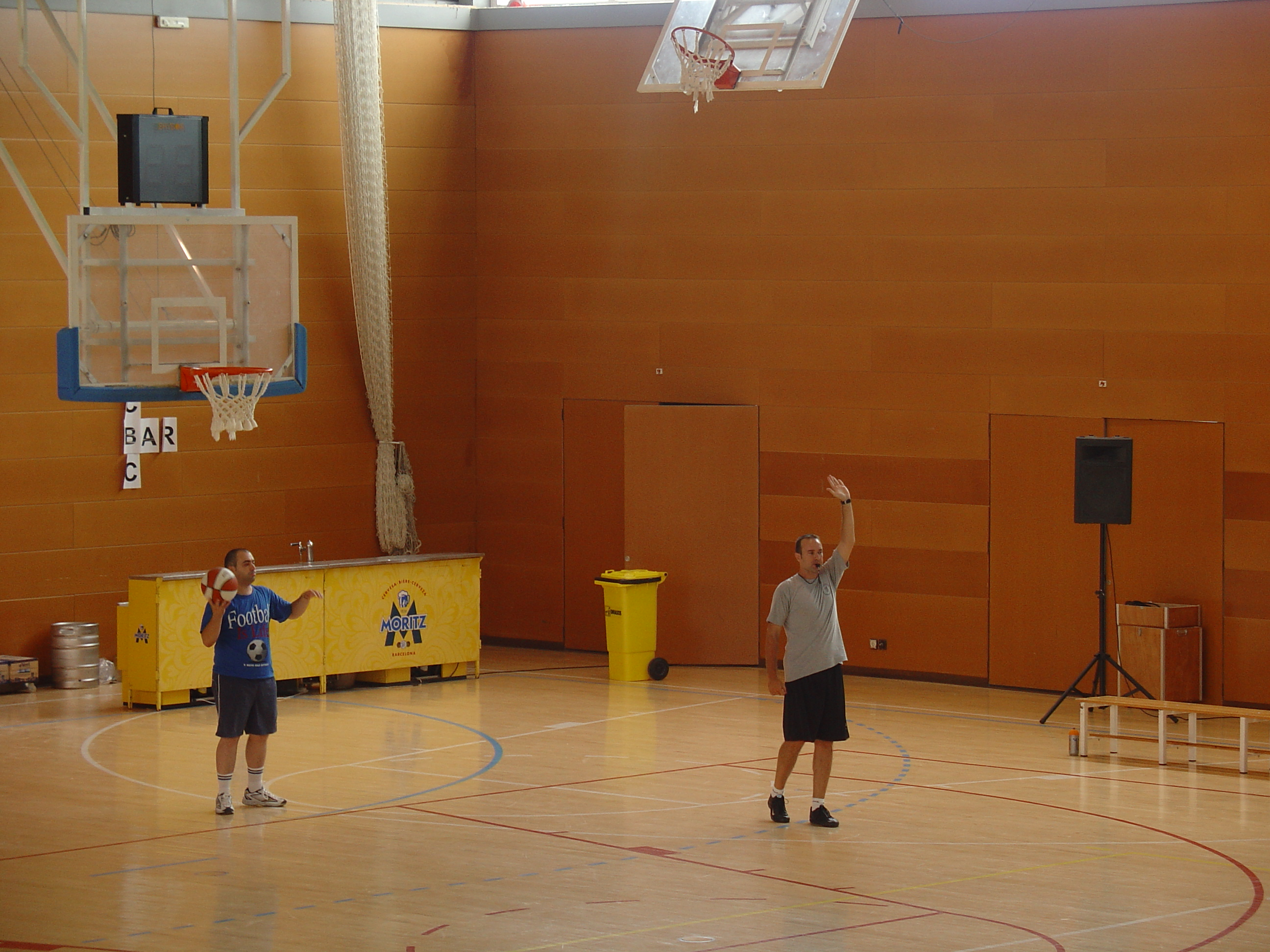
Final del torneig social amb motiu del 50è aniversari del CB Castellar

La dècada dels 2000, l'entitat segueix la tònica que seguia fins a aquell moment, tant a nivell esportiu com administratiu. L'any 2007, coincidint amb la celebració dels 50 anys de la fundació, l'equip està totalment consolidat, compta amb 18 equips en competició, i amb un Sènior masculí a la Copa Catalunya i el Sènior femení a 1a catalana. L'entitat té més de 250 jugadors amb els corresponents entrenadors i monitors.
El 2007, Castellar del Vallès és anomenada Ciutat del bàsquet català, sota la presidència de l'alcadessa de Castellar, Montserrat Gatell i organitza nombrosos actes com seminaris, entre els quals destacaren un conjuntament organitzat per la Federació Catalana de Bàsquet i l'emissora de ràdio Onda Cero i amb la participació del jugador del FC Barcelona, Jordi Trias, la jugadora Betti Cebrian i l'ajudant de l'entrenador de la selecció espanyola Rafael Vecina, campió del món al Japó l'any 2006. També s'organitzà un torneig social de bàsquet, guanyat per un equip provinent de Ripollet, partits de 3X3 i una marató de 24 hores de tirs lliures que va comptar amb la participació de l'alcalde de la ciutat, Ignasi Giménez. A nivell institucional, l'entitat va fer una ofrena a la capella de la Verge de Montserrat de la mateixa vila, on es feu una missa pels difunts del bàsquet català. Als jardins del Palau Tolrà, seu de l'ajuntament, hi ha un monòlit que recorda l'efimèride.

## Jugadors coneguts
- Lluís Maria Corominas
- Ignasi Giménez Renom
- Jordi Grau Mora
- Alfons Oleart
- Earl Beechum
- Albi Grant